# Racomitrium pseudopatens
Racomitrium pseudopatens är en bladmossart som beskrevs av Jean Édouard Gabriel Narcisse Paris 1900. Racomitrium pseudopatens ingår i släktet raggmossor, och familjen Grimmiaceae. Inga underarter finns listade i Catalogue of Life.